# Dan Israel
Dan Julius Valentin Israel, född 1 april 1950 i Skå församling, är en svensk bokförläggare.

## Familj
Dan Israel är son till sociologen Joachim Israel och barnpsykologen Mirjam Israel samt dotterson till Hugo Valentin.

## Biografi
Israel studerade i början av 1970-talet nationalekonomi, matematik, statistik och ekonomisk historia på universitetsnivå, men avslutade studierna utan examen. Han arbetade därefter som svetsare under två år innan han började arbeta på Ordfront förlag, där han senare blev förlagschef. Israel började 1996 arbeta på Norstedts, där han ansvarade för utgivningen av sakprosa. Tillsammans med Henning Mankell, vars produktion huvudsakligen utgivits av Ordfront, startade han 2001 Leopard förlag, där han fram till sin pensionering var förlagschef.